# Llogarets històrics de Portugal

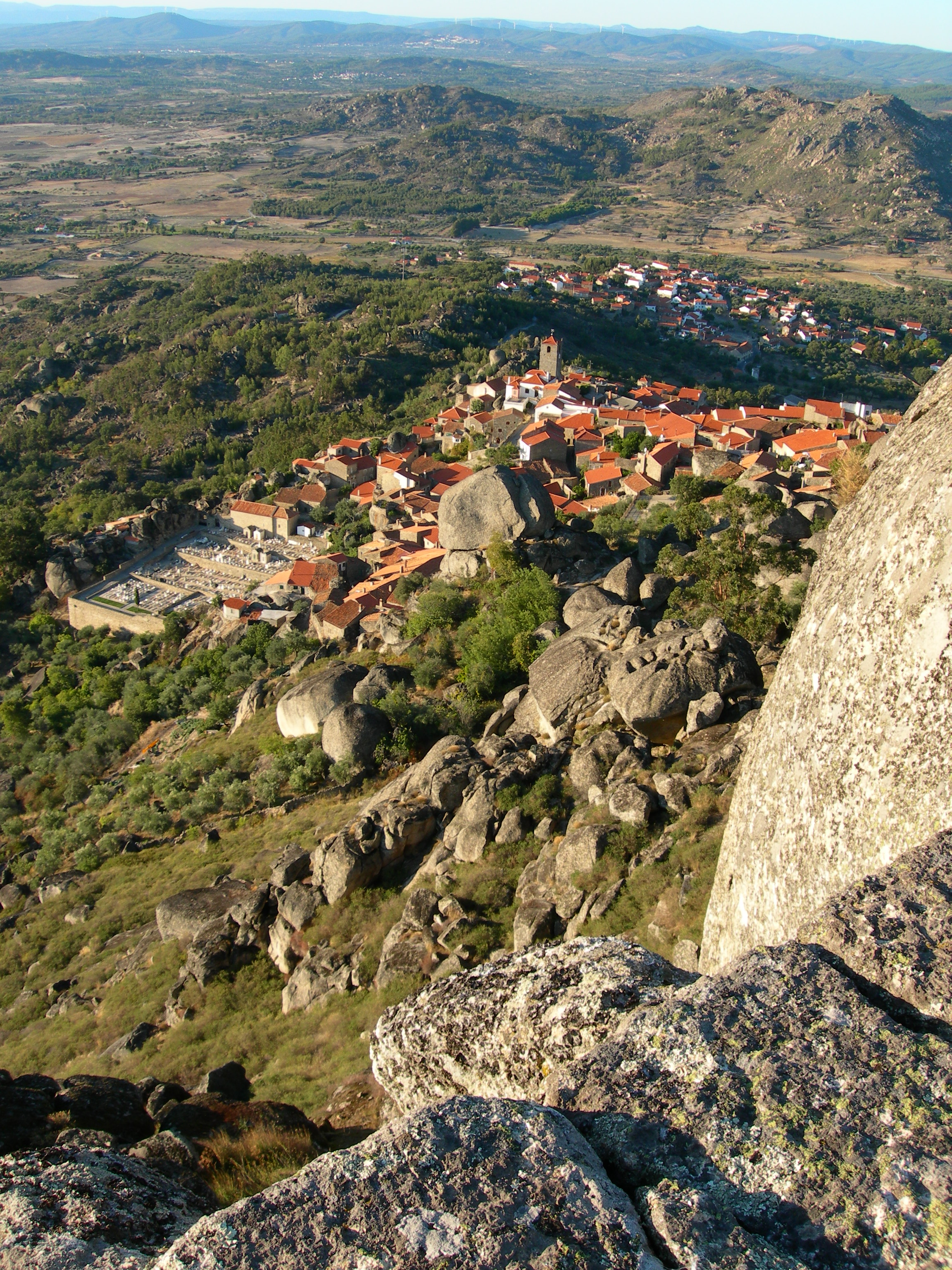
Monsanto, un dels llogarets històrics més emblemàtics de Portugal

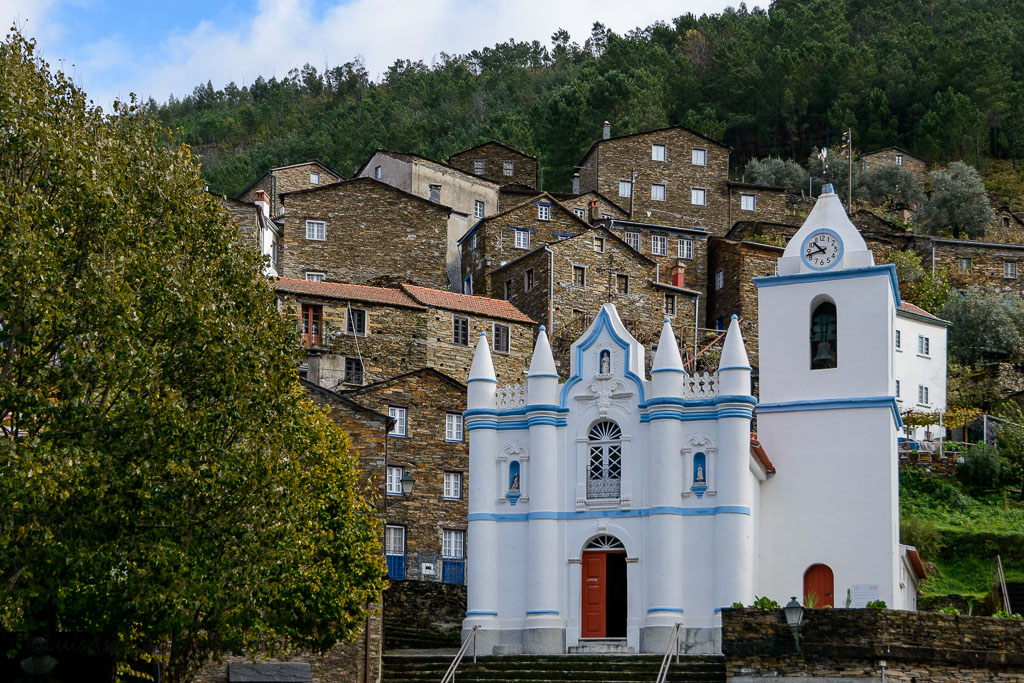
Llogaret de Piódão

Els llogarets històrics de Portugal són nuclis urbans molt antics amb una fundació anterior a la constitució de la nació portuguesa, situats a la regió de Beiras, i de gran importància històrica. Es troben normalment en terres altes, doncs constituïen nuclis de defensa de les poblacions que s'hi establiren, fins i tot abans de la dominació romana. Destaquen per l'arquitectura militar, doncs la majoria estan envoltats de muralles i junt a un castell.

## Constitució
El Programa de Llogarets Històrics de Portugal, formulat pel govern portugués al 1991, ha restaurat de llavors ençà aquests llogarets de la Beira Interior (part de l'antiga regió de Beira Alta i Beira Baixa):
1. Almeida (vila seu de municipi)
2. Castelo Mendo
3. Castelo Novo (vila)
4. Castelo Rodrigo (vila)
5. Idanha-a-Velha
6. Linhares da Beira
7. Marialva
8. Monsanto (vila)
9. Piódão
10. Sortelha
11. Belmonte (vila i seu de municipi) (afegida el 2003)
12. Trancoso (ciutat) (afegida el 2003)

## Retirades
- Castelo Bom, el 1991, quan es va difondre el programa, va ser també classificat com a llogaret històric, però se'n retirà sense justificació o motiu aparent, malgrat complir-ne tots els requisits. Va acabar també per ser restaurat, i considerat per molts com un més dels llogarets històrics de Portugal.

## Nota
Algunes localitats tenen estatut de vila, i d'altres de ciutat. El Patrimoni Monumental inclou castells i altres fortaleses, la majoria localitzats a Terras de Riba-Côa (actualment part de la Beira Interior Nord, als municipis de Pinhel, Trancoso, Figueira de Castelo Rodrigo, Almeida i Vila Nova de Foz Côa), Cova da Beira, Beiras Interior Sud, serra de l'Estrella i Pinhel Interior Nord.